# فرودگاه تامپسون
فرودگاه تامپسون (به انگلیسی: Thompson Airport) یک فرودگاه همگانی باربری با کد یاتا YTH است که یک باند فرود آسفالت دارد. این فرودگاه در کشور کانادا قرار دارد .

## شرکت‌های هواپیمایی و مقصدهای پروازی
| شرکت‌های هواپیمایی  | مقصدهای پروازی |
| ------------------ | --- |
| Calm Air           | وینستون چرچیل، کورال هاربر، فلین فلون، گیلام، رانکین اینلت، ریپالس بی، پاس، وینیپگ جیمز آرمسترانگ ریچاردسون             |
| Perimeter Aviation | بروشه، گادز لیک ناروز، گادز ریور، لک برچت، آکسفورد هاوس، شمتوا، تادول لیک، وینیپگ جیمز آرمسترانگ ریچاردسون، یورک لندینگ |